# Phakellia stipitata
Phakellia stipitata är en svampdjursart som först beskrevs av Carter 1881.  Phakellia stipitata ingår i släktet Phakellia och familjen Axinellidae.
Artens utbredningsområde är Sydaustralien. Inga underarter finns listade i Catalogue of Life.